# Семенченко, Анатолий Фёдорович
Анатолий Фёдорович Семенченко (род. 2 мая 1950, Ильский, Краснодарский край) — российский государственный и политический деятель. Почётный гражданин города Невинномысска (2004).
Глава города Невинномысска с 25 декабря 1991 по 7 декабря 2003. Депутат Государственной Думы Федерального собрания Российской Федерации IV созыва (2003 — 2007). Член Всероссийской политической партии «Единая Россия».

## Биография
Анатолий Федорович Семенченко родился 2 мая 1950 года, в поселке Ильский Краснодарского края.
В 1972 году окончил Таганрогский радиотехнический институт, затем — Ростовскую межобластную высшую партийную школу.
После того, как Анатолий Семенченко окончил учёбу, его распределили на Невинномысский завод электроизмерительных приборов.
Политическую деятельность он начал в 1973 году — работал на выборных должностях в Невинномысском горкоме ВЛКСМ.
В 1976—1978 годах служил в рядах Советской Армии, затем работал в Невинномысском горкоме КПСС.
В 1983 году был избран председателем исполкома Невинномысского городского Совета народных депутатов.
В 1991 годах — глава администрации города Невинномысска.
В 1996 — 2003 годах — глава города Невинномысска.
Анатолий Семенченко является членом партии «Единая Россия», он стоял у истоков создания Невинномысского местного отделения партии «Единая Россия».
В 2003 — 2007 годах — депутат Государственной Думы Федерального собрания Российской Федерации IV созыва. В нижней палате парламента, занимал пост первого заместителя председателя комитета по природным ресурсам и природопользованию.
28 апреля 2004 года решением Думы города Невинномысска Анатолию Фёдоровичу Семенченко присвоили звание «Почётный гражданин города Невинномысска».
19 января 2017 года стал советником главы города Невинномысска Михаила Анатольевича Миненкова.
В настоящее время он занимает должность заместителя директора департамента Счетной палаты Российской Федерации.